# サン・マルコ寺院
座標: 北緯45度26分04秒 東経12度20分23秒 / 北緯45.4345度 東経12.3396度

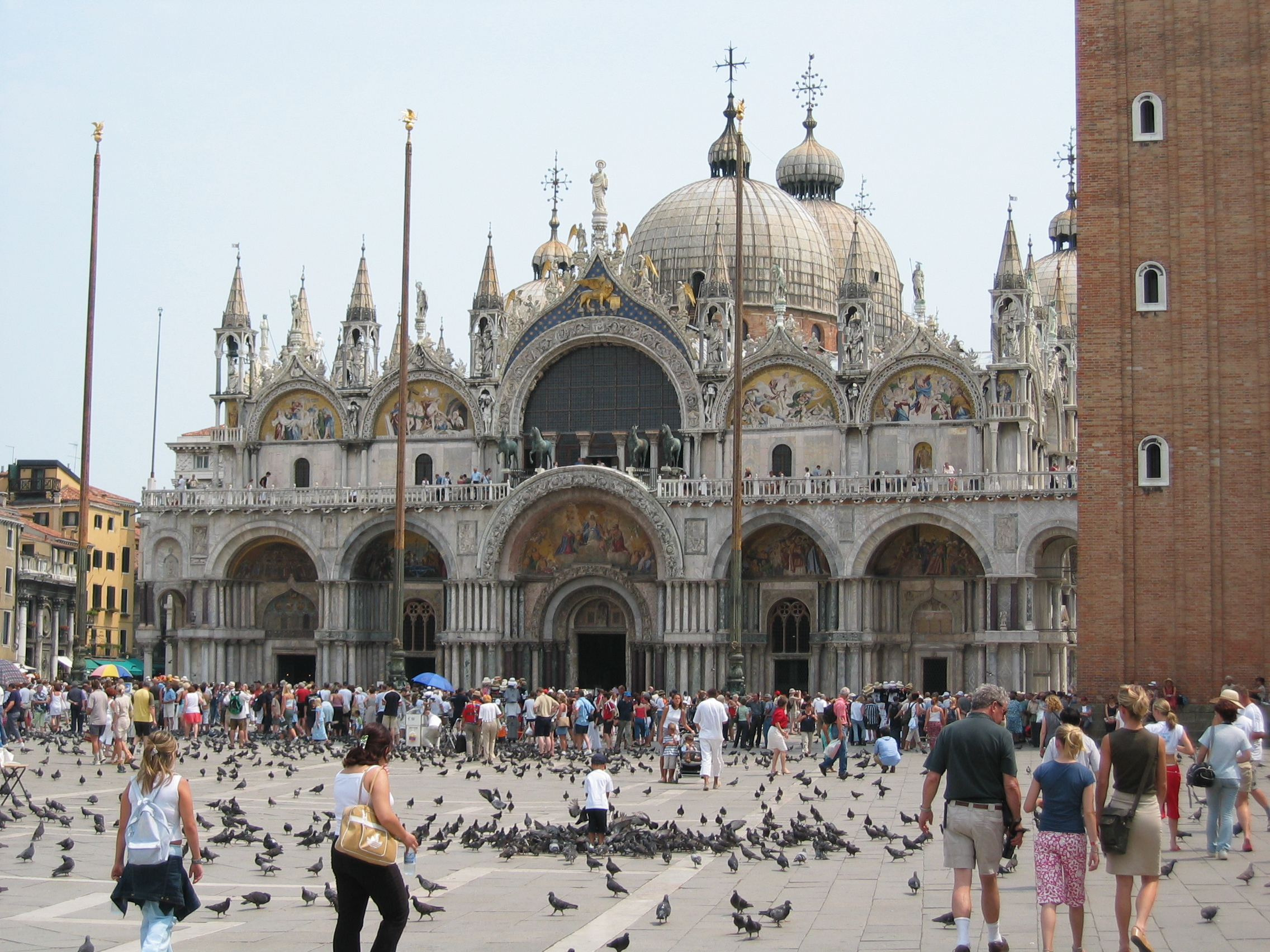
サン・マルコ寺院

サン・マルコ寺院 (Basilica di San Marco) は、福音記者マルコにささげられた、イタリアのヴェネト州の州都ヴェネツィアで最も有名な大聖堂である。
ビザンティン建築を代表する記念建築物であるとされるが、その当時、コンスタンティノポリスで500年以上も前に流行した形式を採用している。サン・マルコ広場 (Piazza San Marco) に面して建ち、ドージェ（総督）の館であるドゥカーレ宮殿 (Palazzo Ducale) に隣接し繋がっている。建物内は、黄金に煌く壁や天井と、祭壇には2,000個もの眩い宝石が埋め込まれた黄金の衝立がある。
1807年からはヴェネツィア大司教座が置かれているため、現在は「サン・マルコ大聖堂」と呼ばれるのが適切である。しかし長らく「司教座聖堂（大聖堂）ではなかった」点が特徴の一つでもあり、現在も歴史上の呼称に合わせた「寺院（ないしは聖堂）」の呼び名が一般的である。

## 歴史
統領によって支配されていたヴェネツィアはラヴェンナの属領で、751年にラヴェンナが東ローマ帝国の領土から失われて以降も、名目上では東ローマ帝国の宗主権下にある自治領という扱いであった。しかし、歴代総督は隣国の勢力を巧みにあしらって独自性を保ち続け、交易によって巨万の富を得ることになった。
聖マルコに捧げられた最初の教会は、現在のドゥカーレ宮の位置に建てられたものだった。828年にヴェネツィア商人がアッバース朝のアレキサンドリアから聖マルコの聖遺物（遺骸）を盗んできたことを記念して建てられたが、恒久的なものではなく、832年にこの建物は現在の場所に建てられた新しい教会に取って代わられた。この聖堂は976年の暴動により消失し、978年に再建されたが、現在の聖堂の基礎になっているのは、その後さらに再建されたもので、総督ドメニコ・コンタリーニが1063年頃に起工し、総督ヴィターレ・ファリエルが1090年代完成させたものである。その後900年にわたって建て増しされ、幾度となく改修を受けている。
サン・マルコ聖堂は、東ローマ帝国の首都コンスタンティノープルにあった聖使徒大聖堂を模して、建てられたといわれている。1090年代に建設された聖堂は十字形平面で、中央部に円蓋を持つ典型的なクロス・ドーム形式で、その意味では由緒正しいビザンティン建築である。正面入口の上に置かれている4頭の馬の銅像（現在置かれているものはレプリカ）は、もともとコンスタンティノポリスの競馬場にあったものだが、1204年の第四回十字軍の時に略奪され、ヴェネツィアに運ばれたものである。
サン・マルコ聖堂はヴェネツィア随一の聖堂だが、他の多くの都市の中心的聖堂とは異なり、ヴェネツィア共和国時代はカトリック教会の司教座聖堂（ドゥオーモ）ではなく、公式には共和国総督（ドージェ）の礼拝堂であった。これはヴェネツィア共和国のカトリック教会からの政治的独立性の象徴とされている。1451年にグラードから大司教座がヴェネツィア本島に移されているが、その際もサン・マルコ聖堂ではなくヴェネツィア本島東端にあるサン・ピエトロ・ディ・カステッロ聖堂が正式に大聖堂とされていた。1807年、ヴェネツィアを占領したナポレオンの命により大司教座がサン・マルコ聖堂に移され大聖堂となったが、前述のように現在もサン・マルコ聖堂（寺院）の呼称が一般的のままである。

## 音楽
当時のヴェネツィア、とりわけサン・マルコ寺院は、ローマと並んでイタリア・バロック音楽の中心地の一つであったため、器楽・声楽アンサンブル（カペッラ・マルチアーナ）を擁し、16世紀から18世紀にかけて著名な音楽家が楽長・オルガニストを勤めている。
ふたつのオルガンと聖歌隊席を備えたサン・マルコ寺院の構造により、複合唱（合唱団を2群に分ける）が発達した。
16世紀にはアドリアン・ヴィラールト、チプリアーノ・デ・ローレ、アンドレア・ガブリエリ、クラウディオ・メールロが活躍した。
17世紀になると、ジョヴァンニ・ガブリエリ、ジョヴァンニ・クローチェ、クラウディオ・モンテヴェルディ、ジョヴァンニ・レグレンツィらが名を連ねる。
その後も、17世紀から18世紀にかけてアントニオ・ロッティ、バルダッサーレ・ガルッピの名が残っている。